# نهر بري

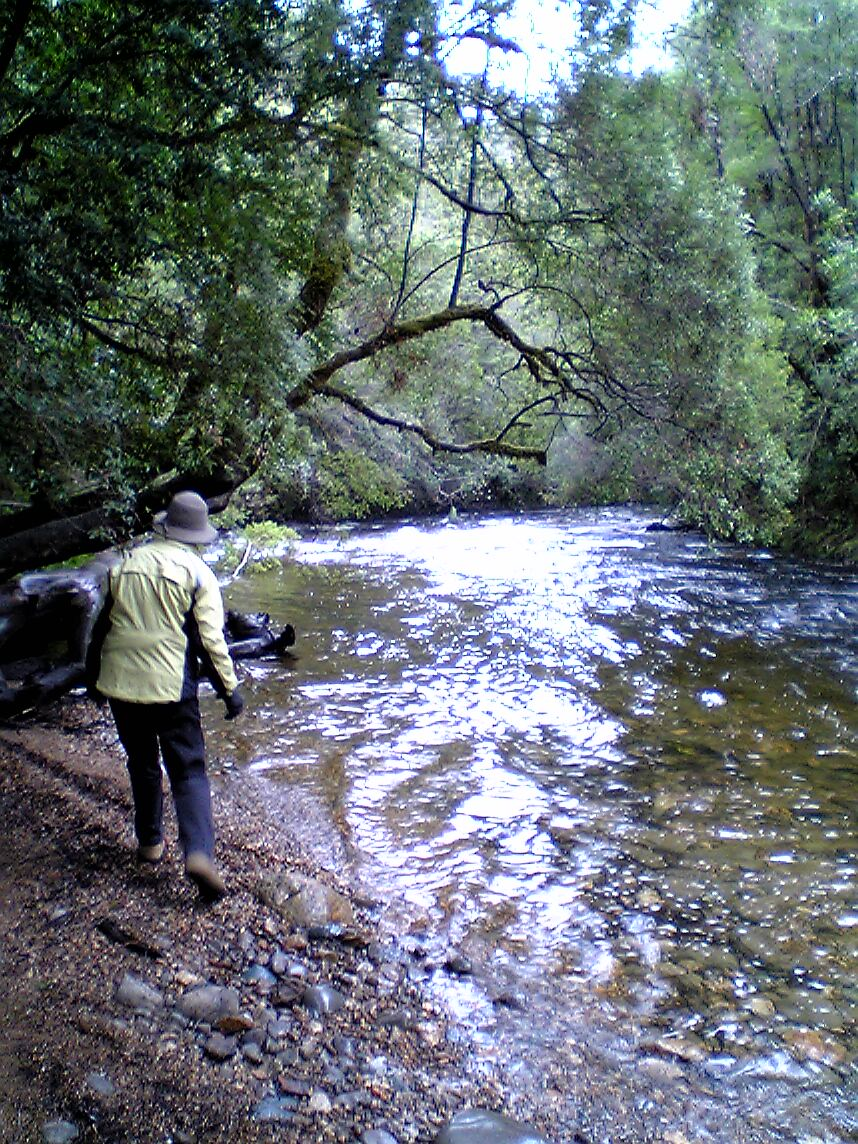

النهر البري (في الولايات المتحدة وأستراليا ونيوزيلندا) أو النهر التراثي (في كندا) هو نهر أو نظام نهر تختاره الحكومة ليبقى محميًا ومحافظًا عليه «بمنأى نسبيًا عن التنمية، وبالتالي يكون في حالة شبه طبيعية، مع عدم المساس بجميع قيمه الطبيعية تقريبًا».
في بعض الدول القومية، بما في ذلك الولايات المتحدة الأمريكية وكندا ونيوزيلندا وكومنولث أستراليا، اختارت الحكومات التركيز على الأنهار وأنظمة الأنهار كنوع من المعالم الطبيعية «غير المعدلة أو المعدلة قليلًا» لحمايتها وإدارتها والحفاظ عليها في حالة شبه «طبيعية» -يُطلق على هذه المناطق مسميات مختلفة وتُعرف رسميًا باسم «الأنهار البرية» (أو «الأنهار التراثية»).
يمكن لمصطلح «النهر البري» أن يصف أو يحدد بشكل عام الأنهار حرة التدفق دون سدود.

## مخاوف بشأن المصطلح
بينما يمكن وصف الأنهار أو أنظمة الأنهار بأنها «أنهار برية» بقصد حمايتها وفقًا لمعايير الحياة البرية (آي يو سي إن الفئة 1ب)، يحذر الاتحاد الدولي لحفظ الطبيعة (آي يو سي إن):
«كثيرًا ما يتأثر السكان الأصليون والتقليديون بشكل غير منصف بسياسات الحفظ وممارساته، التي تفشل في فهم حقوق الشعوب الأصلية وأدوارها بالكامل في إدارة التنوع البيولوجي واستخدامه وحفظه».
في الآونة الأخيرة، في أستراليا، بعد بعض التصريحات، وفي الفترة التي سبقت صدور عدد من تصريحات الأنهار البرية الأخرى باستخدام تشريع كوينزلاند للأنهار البرية، لاحظت مفوضية حقوق الإنسان وتكافؤ الفرص في أستراليا:
«تلاحظ المفوضية أن السكان الأصليين في أحواض نهر آرتشر ولوكهارت وستيوارت لا يوافقون على مصطلح «الأنهار البرية»، ويزعمون أن هذا المصطلح غير مناسب من الناحية الثقافية وينطوي على أن الأرض والمياه في تصريح مقترح لم تكن مأهولة بالسكان وتخلو في الغالب من أي نشاط بشري. إن استخدام المصطلح «بري» لا يتوافق مع وجهات نظر الشعوب الأصلية واستخدامها المستمر للأنهار».

## الأنهار البرية حسب البلد

### أستراليا
في عام 1979، أصدرت لجنة الطاقة الكهرومائية في تاسمانيا اقتراحًا بسدّ وإغراق نهري غوردون (37 كم) وفرانكلين (33 كم)، ما جعل جمعية الحياة البرية في تاسمانيا وغيرها من مجموعات الحفاظ على البيئة تدير أحد أكبر معارك الحفاظ على البيئة وأعمال العصيان المدني في أستراليا، وركّزت بشدة على «... حماية نهر فرانكلين، أحد أنهار أستراليا البرية الأخيرة …»، ونتج عن ذلك إدراج النهر ضمن قائمة التراث العالمي (كجزء من منطقة التراث العالمي في برية تاسمانيا) وتلا ذلك قرار للمحكمة العليا الأسترالية يمنع سدّ هذا النهر البري.
في ديسمبر عام 1992، ألقى رئيس وزراء أستراليا آنذاك «بيانًا بشأن البيئة» ألزم فيه كومنولث أستراليا بتحديد جميع أنهار أستراليا شبه البكر وتشجيع الوكالات الحكومية بالإضافة إلى الشعوب الأسترالية عمومًا على حماية تلك الأنهار وإدارتها بشكل أكثر فعالية كمستجمعات كلية للمياه. نتج عن هذا الالتزام إنشاء مشروع الأنهار البرية التابع للجنة التراث الأسترالي:
1. لتحديد الأنهار البرية في أستراليا؛
2. لوضع مدونة طوعية للمبادئ التوجيهية لإدارة الحفظ للأنهار البرية؛
3. لرفع الوعي بقيم الأنهار البرية

بحلول عام 1998، وضع مشروع الأنهار البرية التابع للجنة التراث الأسترالي، بالتعاون مع جميع الولايات، خرائطَ تحدّد أنهار أستراليا البرية عبر جميع ولايات الكومنولث، بالإضافة إلى «إرشادات الحفاظ من أجل إدارة قيم الأنهار البرية».
اختارت نيوساوث ويلز إعلان الأنهار البرية وتهيئتها وحمايتها، بما في ذلك أكثر من 7.600 كيلومتر (4.700 ميل) من المجاري المائية وروافد نهري غروس وكولو، بموجب قانون المتنزهات الوطنية والحياة البرية الحالي لعام 1974.
كبداية، حدّدت كوينزلاند 19 نهرًا لحمايتها كأنهار برية، وفي سبتمبر 2005، اختارت أن تسن «أول تشريع شامل قائم بذاته في أستراليا لتحديد وحماية الأنهار البرية المتبقية لتلك الدولة». في عام 2007، أعلنت كوينزلاند أول أنهارها البرية في خليج كاربنتاريا، وأيضًا في جزيرة فريزر، وجزيرة هينشينبروك، وأُعلن في أبريل 2009 عن ثلاث مناطق أخرى للأنهار البرية في شبه جزيرة كيب يورك.

اختارت جمعية الحياة البرية في أستراليا (التي كانت بداياتها الأولى في حملة النهر البري فرانكلين في تاسمانيا الأصلية) تجديد حملتها للنهر البري وإعادة بدئها «... من أجل التماس إجراء حكومي حول بناء إطار عمل للأنهار البرية في إطار أعمال لجنة التراث الأسترالي السابقة ...» ، كونها حملة مستمرة على النحو التالي:
«منذ أيام حملة نهر فرانكلين في تاسمانيا، استحوذت الأنهار البرية على خيال أستراليا. من غير المعروف جيدًا أن غالبية الأنهار البرية في أستراليا تقع في الشمال الاستوائي. تهدد السدود وأنظمة الري وتطهير الأراضي تدفقات الأنهار الطبيعية التي تشكل قلب النظم البيئية المتنوعة في الشمال وشريان الحياة لكثير من المجتمعات الحالية». 

### كندا
وُصفت كندا على النحو التالي:
«كندا هي أرض الأنهار. تتتالى الشرائط البيضاء عبر الغابات الشمالية التي لا نهاية لها. وتنزلق الشرائط الفضية أسفل الوديان العريضة المنحوتة في الأنهار الجليدية. وتجتاح الأنهار الموحلة المتعرجة سهوب البراري. تربط الشرائط الخضراء متاهة من البحيرات والبرك والمستنقعات على الدرع الكندي. وتتلألأ الجداول المتدفقة إلى المحيط. تنطبع الأنهار في كل مكان من المعالم الكندية وفي قلوب شعبها وعقولهم».
في عام 1984، أنشأت الحكومة الفيدرالية وحكومات المقاطعات والأقاليم في كندا نظامًا للأنهار التراثية الكندية كبرنامج وطني للحفاظ على الأنهار في كندا.
لم يُنشَأ برنامج الحفاظ على الأنهار في كندا بموجب قانون، ولكنه بدلًا من ذلك يُعدّ ترتيبًا تعاونيًا بين مقاطعات كندا العشرة وأقاليمها الثلاث إذ تأسس منه مجلس الأنهار التراثية الكندية المؤلف من خمسة عشر عضوًا. يرشّح الأعضاء المشاركون الأنهارَ للمجلس لتُصنَّف كأنهار تراثية. ويجري إعداد خطط إدارة النهر والموافقة عليها وتصديقها بناءً على الصلاحيات القانونية الحالية.
كان النهر الفرنسي في أونتاريو أوّل نهر يسمى نهرًا تراثيًا، في عام 1986، ومنذ ذلك الحين عُيّن 40 نهرًا في جميع أنحاء كندا:
«نظام الأنهار التراثية الكندية هو ائتمان عام، إذ يدعم المواطنون المحليون البرنامج. والإجراءات المتخذة مدفوعة بالقاعدة الشعبية. تقدم الحكومات -الفيدرالية والمحلية والإقليمية- الدعم والتوجيه، وتؤمن الموافقات على النحو المطلوب. وتكون حقوق المجتمعات والسكان الأصليين وملاك الأراضي وأصحاب المصالح الآخرين واهتماماتهم موضع احترام وتقدير. هذه الركائز الأساسية تجعل من نظام الأنهار التراثية الكندية منتدى مفتوحًا وفعالًا من أجل التعاون والمشاركة في الحفاظ على النهر».

### نيوزلندا
خلال سبعينيات القرن الماضي في نيوزيلندا، تشكلت حركة للحفاظ على البيئة وتمحورت حول عدد من الحملات غير المسبوقة إلى حد كبير «... لإنقاذ المناظر الطبيعية للأنهار البرية ...»، لا سيّما الحملات لمنع سدّ نهر كلوثا، وسدّ نهر موتو، ورفع منسوب مياه بحيرة مانابوري (في حملة أنقذوا مانابوري التي تُعدّ الآن علامة فارقة لحماية البيئة في نيوزيلندا، انتهى المطاف بالبحيرة ذاتها في منطقة تي واهيبونامو للتراث العالمي).
في عام 1981، أدت حملات الأنهار البرية هذه إلى إقرار تشريع خاص بالأنهار البرية والخلابة، وفي عام 1984، أصبح نهر موتو أول «نهر بري وخلاب» في نيوزيلندا. منذ ذلك الحين، جرت حماية 14 نهرًا من الأنهار البرية الأخرى وفقًا لتشريع الأنهار البرية في نيوزيلندا (مع «إصدار أوامر بالحفاظ على المياه»). وفي عام 2009، بدأت مجموعات الحفاظ على البيئة حملة «الأنهار البرية» على صعيد وطني متجدد ونشط استنادًا إلى المنطق الأساسي التالي:
«... على الرغم من التشريعات الحالية، وعلى الرغم من تاريخنا في حماية البيئة، فإن العديد من الأنهار البرية المتبقية تواجه تهديدات. كل نهر يُسدّ من أجل الطاقة يعني أننا نخسر نهرًا حرًا وغير معدل. وكل نهر يجري التعديل عليه يعني أننا نفقد منظرًا بريًا آخر ... ما لم نمنع هذه التدهور، سيُترك أحفادنا للدفاع عن آخر نهر بري في نيوزيلندا».

### الولايات المتحدة الأمريكية
بعد استعراض لجنة رئاسية للموارد الترفيهية في الهواء الطلق في الولايات المتحدة الأمريكية، أقر الكونغرس الأمريكي قانون الأنهار البرية والخلابة في أكتوبر 1968، إذ أنشأ نظامًا وطنيًا للأنهار البرية والخلابة على النحو التالي:
«أُعلنت بموجب هذا سياسةُ الولايات المتحدة المتمثلة في الحفاظ على التدفق الحر لأنهار محددة في الأمة -تلك التي تتمتع في بيئاتها المباشرة بالمناظر الخلابة أو الترفيهية أو الجيولوجية أو السمكية والبرية أو التاريخية أو الثقافية أو القيم المماثلة الأخرى- وبأنه يجب حمايتها وبيئاتها المباشرة لصالح الأجيال الحالية والقادمة».
في عام 2008 (بعد 40 عامًا من إنشاء النظام الوطني للأنهار البرية والخلابة في الولايات المتحدة)، جرت حماية أكثر من 11 ألف ميل (18 ألف كم) من 166 نهرًا في 38 ولاية بالإضافة إلى كومنولث بورتوريكو.